# Séisme de décembre 2023 à Mindanao
Le séisme de décembre 2023 à Mindanao se produit le 2 décembre 2023 à 14 h 37 min 3 s (UTC), 22 h 37 min 3 s heure locale (UTC+08:00), aux Philippines, sur la côte orientale de Mindanao, deuxième plus grande île du pays en termes de superficie et de population,,. D'une magnitude de 7,6 et suivi de plus d'un milliers de répliques dont la plus puissante est de 6,9, il fait 2 morts, 4 blessés et 9 disparus,. Une alerte au tsunami est déclenchée et des vagues de 64 centimètres sont rapportées,.